# لردهای روحانی

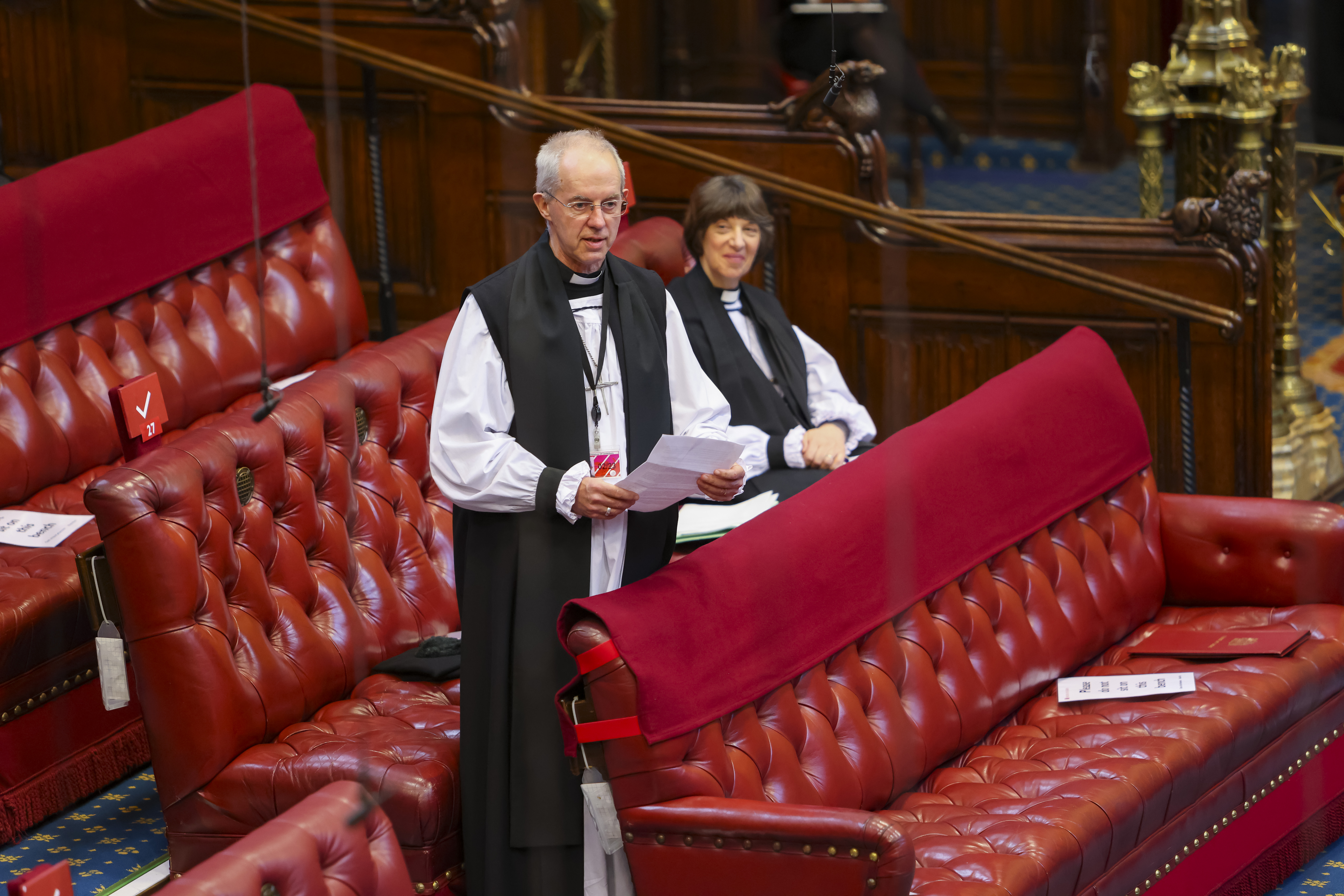
لردهای روحانی

لردهای روحانی بریتانیا ۲۶ اسقف از کلیسای رسمی انگلستان هستند که در مجلس اعیان بریتانیا به همراه لردهای غیر دینی عضو هستند. کلیسای اسکاتلند که پرسبیتری است و کلیساها کلیسای آنگلیکان در ولز و ایرلند شمالی که دیگر کلیساهای رسمی نیستند توسط لردهای روحانی نمایندگی نمی‌شوند.